# Ruwe iep
De ruwe iep (Ulmus glabra) of bergiep is een boom uit de iepenfamilie (Ulmaceae) die van nature voorkomt in Noord- en Midden-Europa en in westelijk Azië. De soort is veel te zien in stadsparken en op kerkhoven. De boom groeit het beste op stikstofhoudende grond.

## Botanische beschrijving

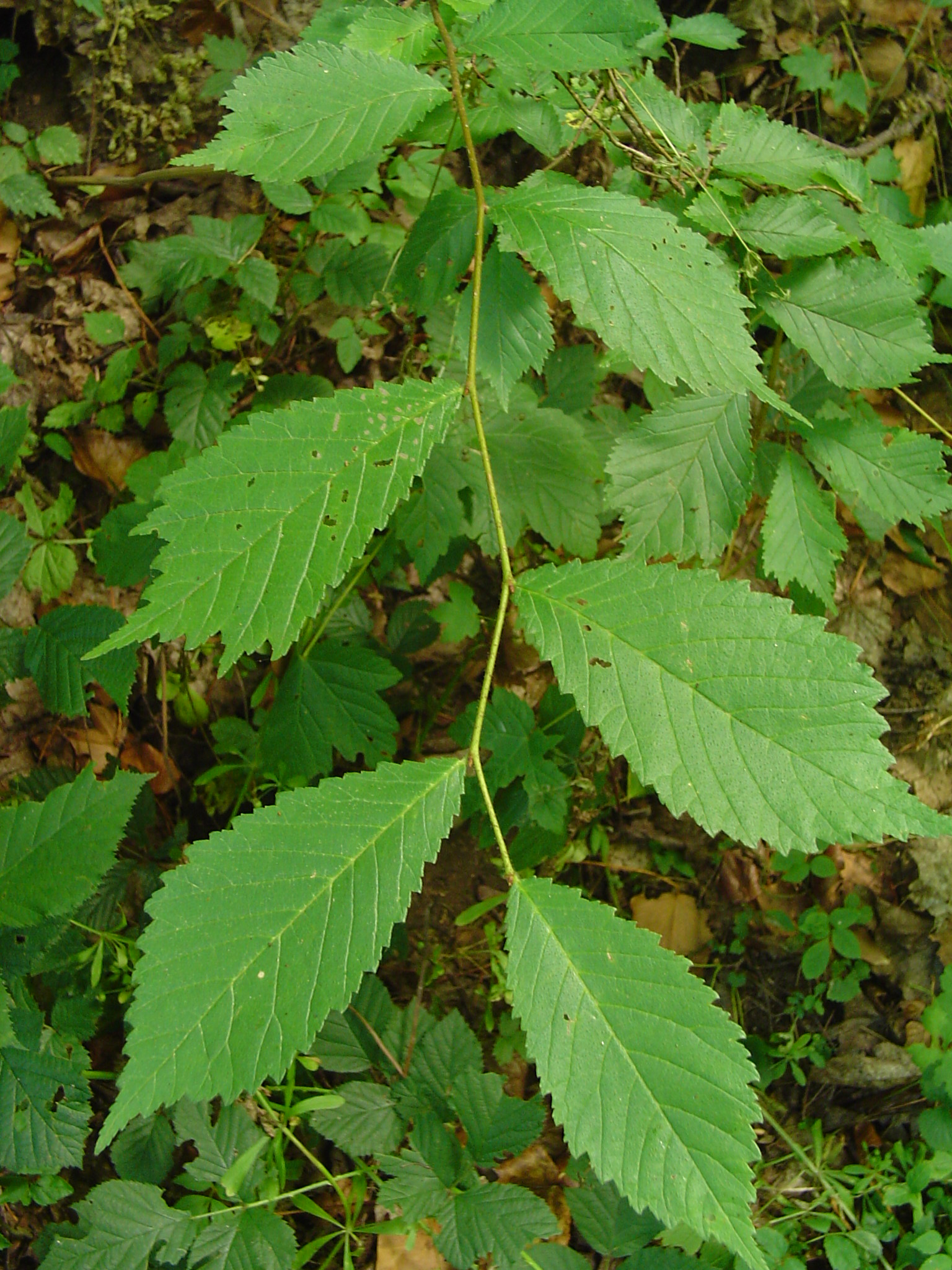
Bladeren

De boom heeft een brede, koepelvormige kroon met takken die ombuigen en kronkelen. De laagstgeplaatste takken raken soms de grond (zie foto). De bergiep kan een hoogte bereiken van ongeveer 40 meter.
De boomschors is glad en zilverachtig grijs bij jonge bomen. Als de boom ouder wordt, verandert de schors. Deze wordt dan bruin en krijgt een netwerk van brede, grijsbruine richels.
De boom heeft stevige, roodbruine twijgen. In de jeugd zijn deze bedekt met kleine haartjes. De knoppen zijn spits en dof roodbruin en zijn bedekt met rode haartjes. De bloemknoppen zijn ronder en zitten lager.
De bladeren zijn eirond tot omgekeerd eirond. Ze zijn toegespitst en hebben een erg scheve bladvoet. De bladrand is dubbelgetand. De bladeren kunnen maximaal 18 × 9 cm groot worden, maar zijn vaak circa 14 × 7 cm groot. De bladsteel is harig en heeft een lengte van 2-5 mm. De bovenzijde van het blad is donkergroen en erg ruw. De onderzijde is bleker van kleur. Ook is de onderkant zachtbehaard.
De ruwe iep heeft donkere, paarsrode bloemen. Deze komen aan de boom te zitten voordat de bladeren uitlopen. De bloemen vormen dichte kluwens. De vruchten zijn heldergroene vleugels met een nootje in het midden. Ze hangen in trossen en zijn al zichtbaar voordat het blad verschijnt. Voordat ze afvallen (in juni) worden ze bruin.

## Gebruik
De ruwe iep levert zwaar, taai hout dat gebruikt kan worden voor boten en wagens, voor handvatten van gereedschap en voor ruw timmerwerk.

### Voedselplant
De ruwe iep is een waardplant voor de iepenpage en voor de gehakkelde aurelia.

## Cultivars
- Ulmus glabra 'Camperdownii'
- Ulmus glabra 'Pendula'

Er zijn verschillende cultivars ontwikkeld waaronder:

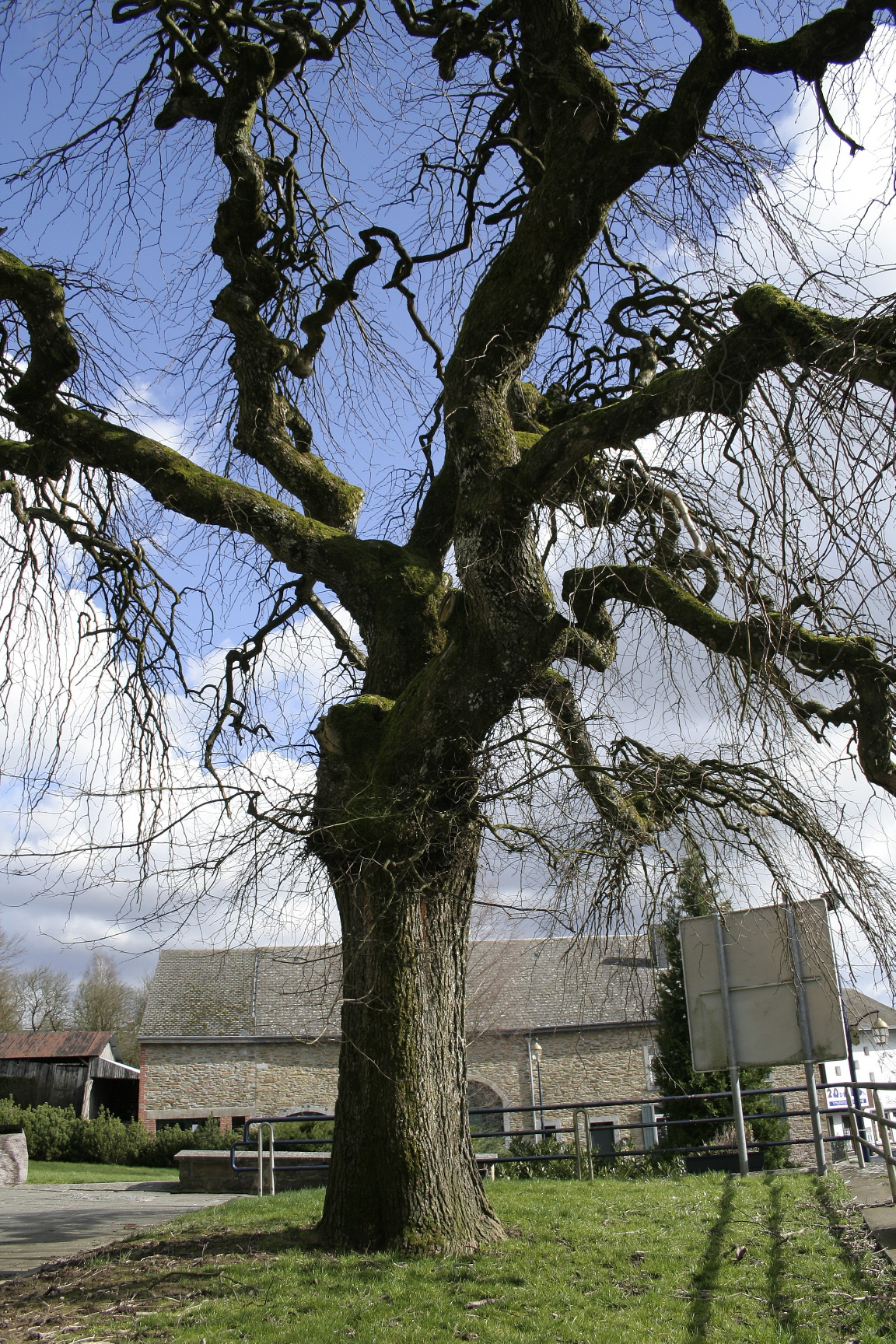
Ulmus glabra 'Pendula'
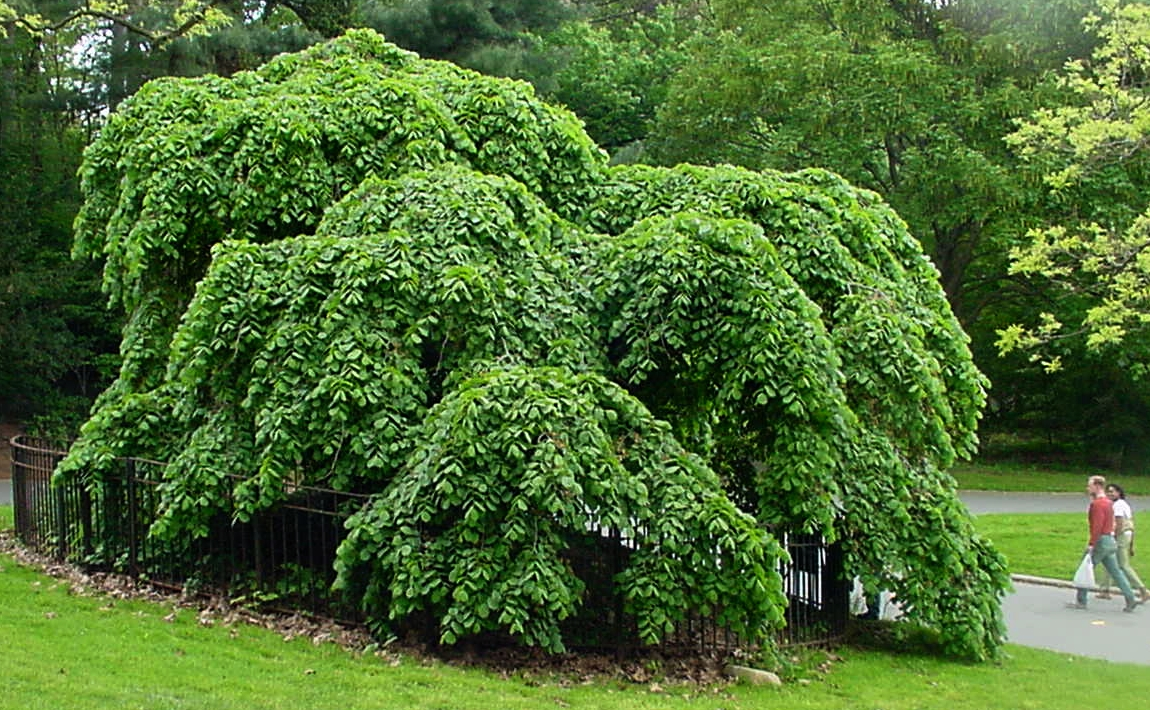
Ulmus glabra 'Camperdownii'
- Ulmus glabra 'Lutescens'
- Ulmus glabra 'Purpurea'